# Політ валькірій

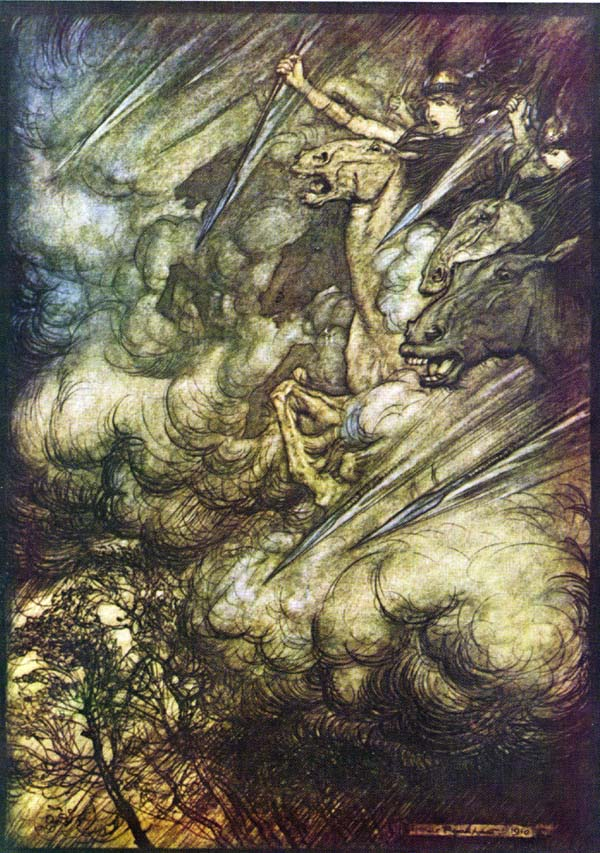
Ілюстрація Артура Рекхема до «Польоту Валькірії».

Політ валькірій (нім. Walkürenritt або Ritt der Walküren) — назва початку третьої дії опери «Валькірія», другої з чотирьох опер Ріхарда Вагнера, циклу «Перстень Нібелунга». Провідний мотив вперше був записаний композитором 23 липня 1851 року. Один з найвідоміших музичних творів Вагнера.

## Історія виконань
Повністю опера «Валькірія» була вперше виконана 26 червня 1870 року в Національному театрі Мюнхена всупереч задуму композитора. До січня наступного року Вагнер отримував запити на окреме виконання «Польоту Валькірій», але писав, що таке виконання слід вважати «цілковитою необережністю» і забороняв «будь-що подібне». Однак твір все одно було надруковано та продано в Лейпцигу, і Вагнер написав скаргу до видавця Шотта. До першого виконання повного циклу опер «Кільце Нібелунгів» Вагнер продовжував отримувати запити на окремі виконання «Польоту Валькірій», його друга дружина Козіма зазначала: «До Ріхарда надходять неприємні листи — запити на виконання „Польоту Валькірій“, і не знаю, що ще». Після того, як Кільце Нібелунгів було виконано в Байройті в 1876 році, Вагнер зняв заборону на виконання окремого номеру. Він сам диригував нею в Лондоні 12 травня 1877 року, повторюючи її на біс.

## Поза оперою

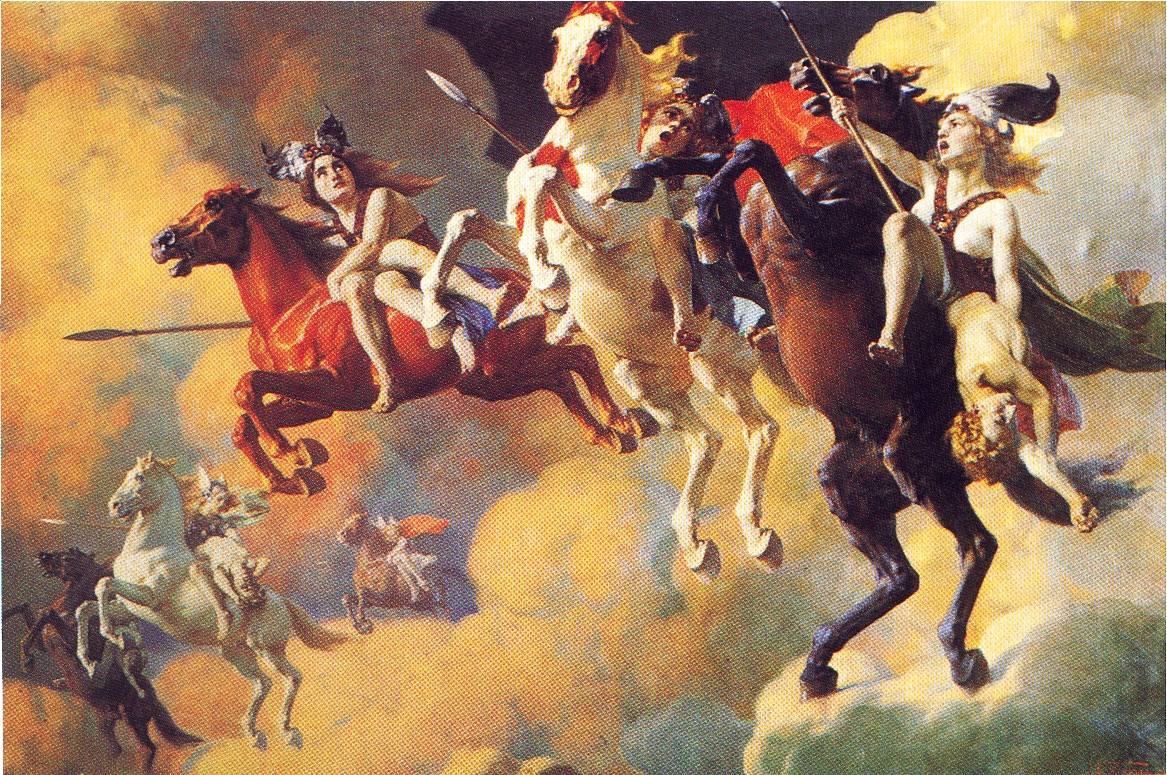
Поїздка Валькірій, Чезаре Віацці

Політ Валькірій звучить у фільмах «Народження нації» (1915) і «Що таке опера, док?». (1957),
«Апокаліпсис сьогодні» (1979), де ескадрилья повітряної кавалерії 1/9 відтворює її через гучномовці, встановлені на вертольоті, під час нападу на контрольоване В'єтконгом село як психологічну війну та для мотивації власних військ.